# Consuelo Morales Elizondo
Consuelo Gloria Morales Elizondo (Monterrey, Nuevo Léon; marzo de 1949) es una activista mexicana, fundadora y directora de la organización Ciudadanos en Apoyo a los Derechos Humanos, A.C. (CADHAC). Su labor como defensora de las víctimas de los Derechos Humanos ha sido reconocida por diversas instituciones nacionales e internacionales como el Premio Nacional de Derechos Humanos de la Comisión Nacional de Derechos Humanos y el premio Alison Des Forges por Activismo Extraordinario de Human Rights Watch.

## Trayectoria

### Formación
La hermana Consuelo Morales nació en Monterrey, Nuevo Léon, México. Pertenece a la Congregación de Notre-Dame, Canónigas de San Agustín. Estudió la Licenciatura en Trabajo Social en la Escuela de Trabajo Social Vasco de Quiroga en la Ciudad de México y la Maestría en Derechos Humanos y Democracia en la Facultad Latinoamericana de Ciencias Sociales (FLACSO), sede México.
Ha sido Presidenta de la Conferencia de Religiosas Mexicanas, sede arquidiócesis de Montecristo, miembro de diversos consejos ciudadanos, entre ellos el Consejo Permanente de la Comisión Episcopal de Pastoral Social, el Consejo del Grupo Humanitas, A.C., el equipo coordinador de la Red de Organizaciones Civiles del Norte de México, y el consejo de OXFAM-México.

### Activismo
Tras años de trabajo con comunidades indígenas en Veracruz y niños de la calle en la Ciudad de México, la hermana Consuelo regresa a su ciudad natal y encuentra una comunidad plagada de abusos pero sin la protección de alguna organización de Derechos Humanos. En 1993 forma parte del equipo fundador de la asociación Ciudadanos en Apoyo de Derechos Humanos, (CADHAC) para subsanar este vacío y es su directora desde entonces.
Durante los últimos 20 años, CADHAC ha atendido un amplio rango de problemáticas sociales relacionadas con los Derechos Humanos en el Estado de Nuevo León, desde el abuso en orfanatos estatales hasta la desaparición forzada de ciudadanos. La organización busca la defensa y promoción de los derechos humanos bajo una concepción integral impulsando desde la laicidad el respeto a la dignidad de la persona.
La organización es una de las ONG más longevas en el norte del país y ha sido reconocida por su defensa activa de los Derechos Humanos, desde el inicio de la Guerra contra el narcotráfico, la organización ha acompañado a las familias de las víctimas de desaparición en la búsqueda de sus seres queridos.
De 1993 a la fecha, CADHAC ha ampliado su ámbito de trabajo: de la difusión de los temas relacionados con los Derechos Humanos ha pasado a la defensa activa ante instancias jurisdiccionales y gubernamentales. Actualmente, la organización es una de las ONG’s más longevas en el norte de la República. En el contexto estatal, se reconoce a CADHAC su compromiso con la causa de los Derechos Humanos.
Consuelo Morales, como directora de CADHAC se ha destacado por su labor en apoyo a las madres de los desaparecidos en la guerra contra el narcotráfico, que repercutió de manera importante en el estado de Nuevo León. A raíz de las gestiones de CADHAC, en acompañamiento a las familias de los afectados, el 20 de julio de 2015 se dictó sentencia en contra de un militar por ejecuciones extrajudiciales a civiles en México, en el caso de Rocío Elías Garza y su esposo, Juan Carlos Peña Chavarría, ocurrida el 3 de marzo de 2010, en Anáhuac, Nuevo León.

## Reconocimientos

### Reconocimientos nacionales
- En 2010 recibió el Premio Nacional por la Igualdad y Contra la Discriminación que otorga el Consejo Nacional para Prevenir la Discriminación (Conapred),[6]
- En 2013 el Estado de Nuevo León le otorga la máxima distinción al mérito cívico, la Medalla al Mérito Cívico.[7]
- En 2015 a nombre de CADHAC recibe el reconocimiento del Movimiento por la Paz del Estado de Chihuahua.[8]
- En 2015 recibe el Premio Nacional de Derechos Humanos que otorga la Comisión Nacional de Derechos Humanos por "su destacada trayectoria en la promoción efectiva y defensa de los derechos humanos, especialmente de las personas desaparecidas"[9]

### Reconocimientos internacionales
A nivel internacional, su destacada contribución al movimiento de derechos humanos ha sido distinguida por: 
- En 2011 fue distinguida con el Premio Alison Des Forges, al Activismo Extraordinario que otorga la organización internacional Human Rights Watch a defensores de todo el mundo.[10]
- En febrero de 2015 las Embajadas de Alemania y Francia en México le otorgan el premio Franco-Alemán de Derechos Humanos “Gilberto Bosques".[11]
- En diciembre de 2015 el embajador de Canadá en México reconoce su labor de derechos humanos y se compromete a seguir trabajando en dichas causas sociales.[12]